# ETR 600

Un ETR 600 Frecciargento Trenitalia

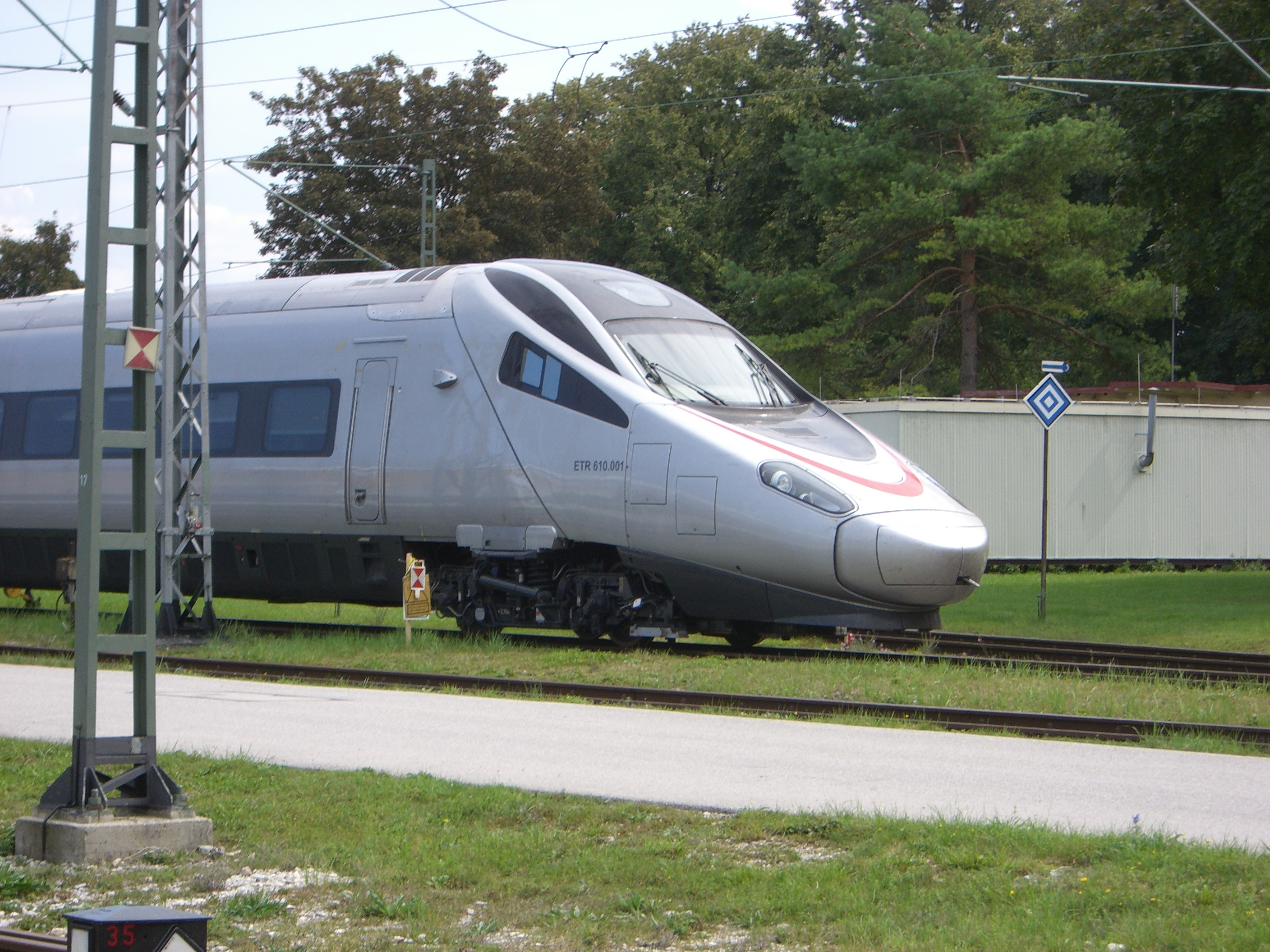
.El ETR 610.001 en Múnich (Alemania).

El ETR 600 / ETR 610 es un tren italiano de los denominados Pendolino. Es el Primer Pendolino de cuarta generación. Es fabricado en Italia por Alstom (ex Fiat Ferroviaria).

## Generalidades
Sucesor directo de los trenes Pendolino ETR 460/470/480 (de tercera generación) fue encargado por Trenitalia (28 formaciones del ETR 600) y Cisalpino (14 formaciones del ETR 610). 
Se caracteriza, como sus predecesores, por el sistema de basculación que le permite circular en las curvas a una velocidad superior respecto de los trenes que no poseen este sistema.
Los ETR 600 están conformados por siete coches de los cuales uno es un bar. En los ETR 610 dicho coche es restaurante. Se estima que disponen de un total de 272 plazas .

## Pruebas y entrada en servicio
En octubre de 2007 los trenes 600.005 y 600.008 comenzaron las pruebas de homologación para poder circular por la red italiana. Con la entrada en vigencia del nuevo horario de Trenitalia en diciembre de 2008, los primeros ETR 600 comenzaron a prestar servicio en al línea Roma-Bari.
Respecto de los ETR 610 de Cisalpino también estaba prevista la entrada en servicio para fines de 2008 con la comienzo de la vigencia del "Horario 2008/2009". Sin embargo la demora en la entrega de los trenes por parte de Alstom (el primer tren completo para pruebas y homologación fue entregado el 20 de octubre de 2008) hizo que Cisalpino postergara la fecha de entrada en servicio comercial. Finalmente los trenes ETR 610 comenzaron a prestar servicio comercial a partir del 20 de julio de 2009 en la ruta Ginebra-Milán.

## Características técnicas
| Concepto                        | ETR 600 Trenitalia     | ETR 610 Cisalpino                                   |
| ------------------------------- | ---------------------- | --------------------------------------------------- |
| Ancho de vía (trocha)           | 1435 mm                | 1435 mm                                             |
| Material                        | Aluminio               | Aluminio                                            |
| Alimentación                    | 3 kV cc 25 kV ca 50 Hz | 1,5 kV cc 3 kV cc 25 kV ca 50 Hz 15 kV ca 16 2/3 Hz |
| Velocidad máxima                | 250 km/h               | 250 km/h                                            |
| Potencia de tracción            | 5500 kW                | 5500 kW                                             |
| Largo total                     | 187,4 m                | 187,4 m                                             |
| Ancho remolques                 | 2830 mm                | 2830 mm                                             |
| Alto del piso respecto del riel | 1260 mm                | 1260 mm                                             |
| Peso total a carga normal       | 443 t                  | 450 t                                               |
| Capacidad pasajeros             | 432                    | 431                                                 |
| Señalización                    | ERTMS SCMT             | ERTMS SCMT ZUB LZB PZB SIGNUM                       |